# Пржемисл Крбець
Пржемисл Крбець (чеськ. Přemysl Krbec, 28 січня 1940, Літовел, Оломоуцький край — 31 серпня 2021) — чехословацький гімнаст, чемпіон світу та Європи.

## Біографічні дані
Пржемисл Крбець змагався на всіх гімнастичних снарядах і у багатоборстві, але спеціалізувався на опорному стрибку.
На чемпіонаті світу 1962 Пржемисл Крбець досяг великого успіху, завоювавши бронзову медаль у командному заліку та золоту — в опорному стрибку. З чехословацьких гімнастів Крбець став останнім чемпіоном світу.
На чемпіонаті Європи 1963 Пржемисл Крбець теж завоював золоту медаль в опорному стрибку.
На Олімпійських іграх 1964 Пржемисл Крбець залишився без нагород, зайнявши 6-е місце в командному заліку, 45-е — в індивідуальному заліку та найвище з індивідуальних вправ — 9-е місце в опорному стрибку.